# Garmenjak Mali (Kurba Vela)
Garmenjak Mali je nenaseljeni otočić u Kornatskom otočju.
Njegova površina iznosi 0,049 km². Dužina obalne crte iznosi 0,84 km.

## Vanjske poveznice
|  | Zajednički poslužitelj ima još gradiva o temi Garmenjak Mali (Kurba Vela) |